# Ian Ho
Ian Yentou Ho (kinesiska: 何甄陶), född 25 april 1997, är en hongkongsk simmare.
Ho studerade vid Virginia Tech och tävlade i simning för deras universitetslag Virginia Tech Hokies.

## Karriär
Ho tävlade i två grenar för Hongkong vid olympiska sommarspelen 2020 i Tokyo. Han slutade på 32:a plats på 50 meter frisim och på 34:e plats på 100 meter frisim, men tog sig inte vidare från försöksheatet i någon av grenarna.
Vid asiatiska spelen 2022 i Hangzhou tog Ho silver på 50 meter frisim efter att ha slutat 0,15 sekunder bakom sydkoreanske Ji Yu-chan.